# Největší Jihoafričané podle SABC3

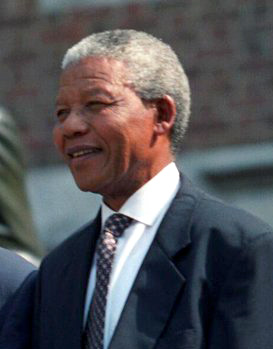
Nelson Manuela - vítěz série Největší Jihoafričané

Největší Jihoafričané podle SABC (anglicky SABC3's Great South Africans) byla série televizních pořadů inspirovaných sérií BBC 100 největších Britů. Během ní diváci televize SABC vybrali 100 největších Jihoafričanů. V soutěži zvítězil Nelson Mandela.

## Výsledky
1. Nelson Mandela
2. Christiaan Barnard
3. F.W. de Klerk
4. Mahátma Gándhí
5. Nkosi Johnson
6. Winnie Madikizela-Mandela
7. Thabo Mbeki
8. Gary Player
9. Jan Smuts
10. Desmond Tutu
11. Hansie Cronje
12. Charlize Theronová
13. Steve Biko
14. Šaka
15. Mangosuthu Buthelezi
16. Tony Leon
17. Brenda Fassie
18. Mark Shuttleworth
19. Hendrik Frensch Verwoerd
20. Chris Hani
21. Bonginkosi Dlamini
22. Patricia de Lille
23. Johnny Clegg
24. Helen Suzman
25. Eugène Terre'Blanche
26. Pieter Dirk Uys
27. Paul Kruger
28. Anton Rupert
29. Jonty Rhodes
30. Leon Schuster
31. Oliver Tambo
32. Steve Hofmeyr
33. Walter Sisulu
34. Cyril Ramaphosa
35. J. R. R. Tolkien
36. Christiaan Frederick Beyers Naudé
37. Ernie Els
38. Miriam Makeba
39. Patrice Motsepe
40. Trevor Manuel
41. Albert Lutuli
42. Robert Sobukwe
43. Tokyo Sexwale
44. Danny Jordaan
45. Fatima Meer
46. Ahmed Kathrada
47. Joe Slovo
48. Natalie du Toit
49. Jomo Sono
50. Francois Pienaar
51. John Kani
52. Penny Heynsová
53. Jeremy Mansfield
54. Lucas Radebe
55. Mamphela Ramphele
56. Cecil Rhodes
57. Albertina Sisulu
58. Aggrey Klaaste
59. Alan Paton
60. Harry Oppenheimer
61. Zackie Achmat
62. Doctor Khumalo
63. Jan van Riebeeck
64. Bruce Fordyce
65. Enoch Sontonga
66. Zola Budd
67. Sol Plaatje
68. Danie Craven
69. Alan Boesak
70. Felicia Mabuza-Suttle
71. Yvonne Chaka Chaka
72. Jakes Matlala
73. Kaizer Motaung
74. Basetsana Kumalo
75. Antjie Krog
76. Dullah Omar
77. Mandoza
78. Nkosazana Dlamini-Zuma
79. Raymond Ackerman
80. Nadine Gordimerová
81. Daniel François Malan
82. Frederik van Zyl Slabbert
83. James Barry Munnik Hertzog
84. Hector Pieterson
85. Sewsunker "Papwa" Sewgolum
86. William Smith
87. Pieter Willem Botha
88. Hugh Masekela
89. Bulelani Ngcuka
90. Jody Scheckter
91. George Bizos
92. Mbongeni Ngema
93. PJ Powers
94. Mimi Coertse
95. Mrs Ples
96. Abdullah Ibrahim
97. Govan Mbeki
98. Jamie Uys
99. Jacobus Hendrik Pierneef
100. Athol Fugard